# Модель для сборки (радиопередача)
«Модель для сборки» (сокращённо МДС) — литературно-музыкальная радиопередача формата аудиокниги. Выходит с 1995 года, автор программы и бессменный чтец — Владислав Копп.
Суть «Модели для сборки» — радиопостановки произведений современной прозы (в подавляющем большинстве случаев — фантастической и научно-фантастической) в сопровождении электронной музыки (психоделики, эмбиента, даунтемпо, трип-хопа и т. д.). Музыкальное сопровождение не привязано напрямую к повествованию, а отражает общую идею и настроение художественного произведения — как их видят участники проекта. Сейчас[когда?] проектом занимаются диск-жокеи Михаил Габович и Андрей Эддисон.
Как правило, в эфире звучат рассказы и небольшие повести, время прочтения которых ограничивается одним эфиром. Но нередко используются и более продолжительные произведения и мини-сериалы, занимающие до 5—6 выпусков программы.
Так начиналась «Модель для сборки» каждый четверг в полночь на радио «Станция»:
«Барон Мюнхгаузен славен не тем, что летал или не летал, а тем, что не врёт». Абсолютно нереальные события в реальном времени — программа «Модель для сборки». Стопроцентный эффект присутствия в уникальном путешествии без движения. Мы моделируем мечты, которые когда-то станут явью. Саундтрек — DJ Инкогнито, текст читает Влад Копп. «Модель для сборки» не имеет возрастных ограничений, противопоказаний и побочных эффектов. Незаметно присоединяйтесь!

## История

### На радио и ТВ
Программа «Модель для сборки» впервые появилась в радиоэфире вскоре после открытия радио «Станция» 106.8 FM, в конце 1995 года. «Станция» была в то время свежей волной в радиоформате, предлагая слушателю современную электронную танцевальную музыку всех стилей и направлений.
Со временем радио вместо 106.8 FM стало вещать на 107.0 FM, сменило название на «Станция 2000» и обратно, но программа выходила еженедельно каждый четверг, в двухчасовом формате, вплоть до закрытия «Станции» в октябре 2001 года.
Незадолго до закрытия радио программу покупает музыкальный телеканал «Муз-ТВ» и с июля 2001 года в прямом эфире стартует программа под названием «Шоу „Элементы“», чуть позже — «Элементы — Модель Для Сборки», где впервые предстаёт в нестандартном формате телепрограммы, состоящей из нескольких сегментов: чтения поэзии и небольших фрагментов литературных произведений в прозе, видеоарта, участия телезрителей в онлайн интернет-чате, проецируемом на экран, музыкального сопровождения диск-жокея в прямом эфире.
В таком амплуа программа просуществовала около года и параллельно, с 17 января 2002 года, начала выходить в обычном для себя радиоформате, длительностью 1 час, на радиостанции «Серебряный дождь» (100.1 FM).
Спустя два года, в ноябре 2003-го, к программе проявляет интерес динамично развивающаяся радиостанция «Энергия» (104.2 FM), которая заключает с творческим объединением «Модель для сборки» контракт, и с мая 2004 года проект меняет прописку и переходит на волны радио «Энергия», где, в расширенном варианте, два раза в неделю (понедельник и четверг с 23:00 до 1:00 мск) в двухчасовом формате программа выходит до середины 2007 года.
23 июля 2007 года из-за смены формата на радио «NRJ» программа покидает эфир.
- С 25 января 2011 по 17 апреля 2012 года в эфире Радио Romantika архивные записи передачи (которые были записаны для радио «Энергия/NRJ») выходили каждый день в полночь.
- 23 февраля 2012 года вышел первый эфир на радио «Пионер ФМ». В студии: Влад Копп, DJ Андрей Addison, специальный гость — Леонид Каганов. Рассказ: Леонид Каганов — «Далёкая гейпарадуга». Но 16 апреля 2012 года радиостанция «Пионер ФМ» прекратила своё вещание на Москву в связи с продажей частоты, и коллектив проекта был вынужден отказаться от дальнейшего сотрудничества.

### В интернете
Параллельно с радиоэфирами, с 25 апреля 2007 года «Модель для сборки» начинает выпуск эксклюзивной подкаст-сессии для компании «Samsung Electronics», которая была доступна на сайте mp3 клуба «Samsung», а с 2011 года — в собственном разделе известного подкаст-терминала «ПодФМ» по адресу http://mds.podfm.ru.
Также, начиная с сезона 2012—2013 «МДС» заключает соглашение с ещё одной площадкой для размещения аудиоконтента в интернете и мобильных приложениях — компанией «iFree».
В 2018 году «Модель для сборки» запустила новый сезон совместно с мобильным приложением SoundStream.media.

### В жизни
- В 2003 году были еженедельные выступления «Модели для сборки» в кафе «Библиотека».
- 4 июля 2004 года промоутерский лейбл Reactor Sound System устраивал вечеринку по случаю 31-го дня рождения DJ Incognito. Команда «моделистов» устроилась в специально поставленном павильоне на берегу Москвы-реки в Gorky Пляж (Парк Горького), до самого утра зачитывая новые рассказы под электронную музыку.
- В 2005 году, 4 ноября, в клубе Анфилада произошла самая удачная, по мнению участников, встреча после оживления передачи со времён редких и коротких эфиров на радио «Серебряный дождь». Было зачитано несколько рассказов для более чем 100 посетителей клуба в Олимпийском.
- В 2009 году состоялось целых две встречи моделистов: 22 марта в ресторане «Дымов № 1» (на улице 1905 года, 11) состоялось мероприятие, в котором принимали участие музыканты, видео-художники, инсталляторы, виджеи, диджеи, которые вместе со слушателями помогали озвучивать рассказ Л. Каганова — «Чоза грибы?». Также на этом мероприятии была проведена ежегодная церемония награждения ценными призами от компании «Samsung Electronics» лучших авторов, чьи рассказы участвовали в проекте и выходили в качестве подкастов на «Samsung FunClub». Эта встреча прошла с большим аншлагом, все билеты были раскуплены задолго до дня мероприятия. Вторая встреча состоялась 27 июня в подмосковном пансионате «Компонент», в рамках ежегодного московского фестиваля фантастики «Серебряная стрела», также с вручением призов лучшим авторам проекта.
- В 2010 году 17 апреля в библиотеке-читальне им. И. С. Тургенева в Москве состоялась встреча, организованная Клубом любителей аудиокниг. Помимо традиционной литературной составляющей, активно обсуждались прошлое, настоящее и будущее «Модели». Одним из результатов встречи явилось решение об изменении формата выпусков подкастов. Во время встречи велась on-line интернет-видеотрансляция, благодаря которой на встрече виртуально присутствовали поклонники МДС из различных стран мира.

## Награды
- В 2012 году «Модель для сборки» получила премию «Золотой подкаст» как лучший аудиопроект Рунета.

## Команда МДС
- Владислав Копп — автор идеи и бессменный «голос» передачи (с 1995 года)
- DJ Инкогнито (Андрей Кильдеев) — музыкальный ведущий (с 1995 по 2002 и с 2004 по 2006 гг.) соавтор программы
- DJ Gabo (Михаил Аркадьевич Габович) — музыкальный ведущий (с 2002 года)
- DJ Addison (Андрей Эддисон) — музыкальный ведущий, продюсер (с 2004 года)
- Сергей Чекмаев — литературный редактор (с 2007 года)
- Дмитрий Волков — звукорежиссёр программы (с 2004 года)